# 松本哉朗
松本 哉朗（まつもと としお、1974年10月16日 - ）は、日本の男性キックボクサー。東京都出身。新日本キックボクシング協会目黒藤本ジム所属。

## 来歴
1999年4月18日、新日本キックボクシング協会でプロデビュー。
2001年5月6日、新日本キックボクシング協会「Golden Breeze」の日本ミドル級王座決定戦で、同級1位にランクされていた松本は、本多孝一（同級2位）を2R1:00TKOで下し、新王者になった。
2002年7月、ラムソンクラームにＫＯ勝ち。
2002年10月20日、新日本キックボクシング協会「ROAD TO MUAY-THAI 2002」でガオグライ・ゲーンノラシンと対戦。5Rを終了し、3-0（50-48、50-45、50-47）の判定勝ちとなるも、双方納得のいかない判定結果であり、興行中に裁定がノーコンテストに変更となった。
2003年7月、ラムソンクラームにＫＯ勝ち。2003年10月、ガオグライとの再戦、ダウンを奪われるが逆転のKO勝ち。
2003年11月18日、K-1初参戦となったK-1 WORLD MAX 2003 〜世界王者対抗戦〜でドゥエイン・ラドウィックと対戦し、2Rタオル投入によるTKO負け。18戦目にして初黒星となった。
2005年5月12日、タイでラムソンクラーム・スワンアハーンジャーヴィー（タイ/王者）の持つラジャダムナン・スタジアム認定ミドル級王座に挑戦。5R判定負けし王座奪取に失敗した。
2007年3月29日に東京で開かれた「WBCムエタイ日本ランキング委員会」の初会合で、委員会に日本ミドル級1位にランクされる。同年7月6日、制定ランキングでも引き続き同級1位に認定された。
2007年10月26日、中華人民共和国マカオ特別行政区で開催された第2回アジアインドアゲームズのムエタイ競技、ライトヘビー級（75kg - 81kg）に出場。10月29日の1回戦でソルタニ・ヨーセフ（イラン）を判定5-0で破ると、31日の続く準決勝でアリ・アリ（ヨルダン）も判定5-0で破り、11月3日の決勝戦で李寶明（リー・バオミン/中国）も判定5-0で下し優勝した。決勝戦では、試合序盤に相手のパンチを受け、左目の下をカットしてしまうアクシデントもあった。
2007年12月、ゲンナロンにTKO負け。2008年12月、後藤龍治にＴＫＯ負け、7年ぶりに王座陥落。
2009年5月31日、日本ヘビー級王座決定トーナメント決勝で柴田春樹と対戦し、右フックでKO勝ちし2階級制覇を果たした。
2012年1月22日、REBELS.10で、欧州最大のキックボクシング団体IT'S SHOWTIMEの日本王座として制定されたSTJ95kg級の初代王座決定戦が行われ、コウイチ･ペタスと対戦し、4-0（49-47、48-48、49-47、49-46、49-46）の判定勝ちで初代王者に就いた。
2012年1月22日、鶴巻伸洋（ティアゲネス）と対戦し、飛び膝蹴りでKO勝ちした。
2012年10月28日、REBELS.13で、木村秀和（TEAM PITBULL）と対戦し、2-0（29-29、29-28、30-29）の判定勝ち。

## エピソード
体格的に日本人の対戦相手が少なく、しばしば海外での試合のオファーを受けるが、何度となく主催者都合のドタキャンを食らっている。もっとも酷い例では試合一週間前に主催者側の都合で試合キャンセルということがあった。

## 戦績

### プロキックボクシング
| キックボクシング 戦績 | キックボクシング 戦績 | キックボクシング 戦績 | キックボクシング 戦績 | キックボクシング 戦績 | キックボクシング 戦績 | キックボクシング 戦績 |
| --------------------- | --------------------- | --------------------- | --------------------- | --------------------- | --------------------- | --------------------- |
| 53 試合               | (T)KO                 | 判定                  | その他                | 引き分け              | 無効試合              |                       |
| 38 勝                 | 30                    | 8                     | 0                     | 6                     | 1                     |                       |
| 9 敗                  | 6                     | 3                     | 0                     | 6                     | 1                     |                       |

| 勝敗 | 対戦相手                                     | 試合結果                                         | 大会名                                                                                  | 開催年月日     |
| ○    | 木村秀和                                     | 3R終了 判定2-0                                   | REBELS.13                                                                               | 2012年10月28日 |
| ○    | 鶴巻伸洋                                     | 1R 2:15 KO（3ノックダウン：飛びヒザ蹴り）        | 新日本キックボクシング協会「MAGNUM 29」                                                 | 2012年7月22日  |
| ○    | コウイチ･ペタス                              | 5R終了 判定4-0                                   | REBELS.10 【STJ95kg級王座決定戦】                                                       | 2012年1月22日  |
| ○    | ラックパタヤ・プムパーンムン                 | 2R KO（右ストレート）                            | SOUL IN THE RING Ⅸ                                                                      | 2011年12月17日 |
| ○    | 命                                           | 2R KO（右肘）                                    | REBELS.9                                                                                | 2011年10月23日 |
| ○    | ジェームス・カオウミ                         | 3R KO（右ストレート）                            | THAI FIGHT EXTREME                                                                      | 2011年7月17日  |
| ○    | 菊池 圭治                                    | 3R KO（右肘）                                    | REBELS.7                                                                                | 2011年4月18日  |
| ○    | 篤志                                         | 1R 3:09 KO（膝蹴り）                             | 新日本キックボクシング協会「SOUL IN THE RING VIII」                                     | 2010年12月18日 |
| ○    | 小澤和樹                                     | 2R 2:15 TKO（タオル投入）                        | 新日本キックボクシング協会「MAGNUM 24」                                                 | 2010年10月24日 |
| ×    | 天田ヒロミ                                   | 2R 0:24 KO（左フック）                           | TITANS NEOS VII                                                                         | 2010年4月18日  |
| ○    | 嚴士鎔                                       | 2R 1:37 TKO（右肘打ち）                          | 新日本キックボクシング協会「SOUL IN THE RING VII」 【日本ヘビー級タイトルマッチ】       | 2009年12月13日 |
| ○    | キセレフ・キレル                             | 1R 2:26 KO（右肘打ち）                           | 新日本キックボクシング協会「TITANS NEOS 6」                                             | 2009年9月20日  |
| ○    | 柴田春樹                                     | 3R 3:03 KO（右フック）                           | 新日本キックボクシング協会「BRAVE HEARTS 11」 【日本ヘビー級王座決定トーナメント 決勝】 | 2009年5月31日  |
| ○    | 國吉                                         | 1R 2:02 KO（左フック）                           | 新日本キックボクシング協会「TITANS NEOS V」 【日本ヘビー級王座決定トーナメント 準決勝】 | 2009年3月29日  |
| ×    | 後藤龍治                                     | 5R 2:20 TKO（額カット）                          | 新日本キックボクシング協会「Soul in the Ring VI」 【日本ミドル級タイトルマッチ】        | 2008年12月14日 |
| ○    | ピーターソン・シャカル                       | 3R 1:49 KO（右フック）                           | 新日本キックボクシング協会「TITANS NEOS IV」                                            | 2008年9月15日  |
| ○    | 榊克幸                                       | 5R 0:09 KO（左フック）                           | 新日本キックボクシング協会「BRAVE HEARTS 8」 【日本ミドル級タイトルマッチ】             | 2008年5月25日  |
| ×    | ゲンナロン・ウィラサクレック                 | 2R 2:05 TKO（ドクターストップ：右目負傷）        | 新日本キックボクシング協会「Soul in the Ring V」                                        | 2007年12月9日  |
| △    | 後藤龍治                                     | 5R終了 判定1-0                                   | 新日本キックボクシング協会「MAGNUM 14」 【日本ミドル級タイトルマッチ】                  | 2007年7月22日  |
| ×    | ファブリジオ・ベルガミーニ                   | 2R 2:24 KO（3ノックダウン：左フック）            | 新日本キックボクシング協会「TITANS NEOS」                                               | 2007年4月22日  |
| △    | 榊克幸                                       | 3R終了 判定0-1                                   | 新日本キックボクシング協会「MAGNUM 13」                                                 | 2007年3月11日  |
| ○    | 阿佐美義文                                   | 2R 1:30 KO（右ストレート）                       | 新日本キックボクシング協会「BRAVE HEARTS 4」 【日本ミドル級タイトルマッチ】             | 2007年1月21日  |
| ○    | 松崎勇気                                     | 1R 2:07 KO（3ノックダウン：右ストレート）        | 新日本キックボクシング協会「Soul in the Ring IV」                                       | 2006年12月10日 |
| ×    | ウェハー・ラーチャーノン                     | 5R終了 判定0-3                                   | ラジャダムナン・スタジアム                                                              | 2006年10月29日 |
| ○    | 後藤龍治                                     | 3R終了 判定3-0                                   | 新日本キックボクシング協会「MAGNUM 11」                                                 | 2006年7月16日  |
| ○    | ファブリジオ・ベルガミーニ                   | 3R終了 判定3-0                                   | 新日本キックボクシング協会「TITANS 3rd」                                                | 2006年4月28日  |
| ○    | 山崎銀次郎                                   | 4R 2:46 TKO（タオル投入）                        | 新日本キックボクシング協会「Soul in the Ring III」 【日本ミドル級タイトルマッチ】       | 2005年12月11日 |
| △    | ライアン・シムソン                           | 5R終了 判定1-1                                   | 新日本キックボクシング協会 「小野寺力引退記念大会 NO KICK, NO LIFE 〜FINAL〜」          | 2005年10月29日 |
| △    | 山崎銀次郎                                   | 3R終了 判定0-0                                   | 新日本キックボクシング協会「MAGNUM 8」                                                  | 2005年7月3日   |
| ×    | ラムソンクラーム・スワンアハーンジャーヴィー | 5R終了 判定                                      | ラジャダムナン・スタジアム 【ラジャダムナン・スタジアム認定ミドル級タイトルマッチ】     | 2005年5月12日  |
| △    | フジ・チャルムサック                         | 3R終了 判定1-1                                   | 新日本キックボクシング協会「MAGNUM 7」                                                  | 2005年3月20日  |
| ○    | 阿佐美義文                                   | 3R終了時 TKO（ドクターストップ：鼻骨骨折の疑い） | 新日本キックボクシング協会「Soul in the Ring II」 【日本ミドル級タイトルマッチ】        | 2004年12月12日 |
| ×    | TOMO                                         | 3R終了 判定0-3                                   | 新日本キックボクシング協会「TITANS 1st」                                                | 2004年11月6日  |
| ○    | デーチャリット・ゴーギアットナン             | 3R TKO                                           | タイ                                                                                    | 2004年6月9日   |
| ×    | TOMO                                         | 3R 2:39 KO（左フック）                           | K-1 WORLD MAX 2004 〜日本代表決定トーナメント〜 【リザーブファイト】                    | 2004年2月24日  |
| ○    | 國中厚二                                     | 2R 2:09 KO（右アッパー）                         | 新日本キックボクシング協会「Soul In The Ring 〜新妻聡 引退興行〜」                      | 2003年12月14日 |
| ×    | ドゥエイン・ラドウィック                     | 2R 2:12 TKO（タオル投入）                        | K-1 WORLD MAX 2003 〜世界王者対抗戦〜                                                   | 2003年11月18日 |
| ○    | ガオグライ・ゲーンノラシン                   | 2R 1:09 KO（パンチ）                             | 新日本キックボクシング協会「MAGNUM 3」                                                  | 2003年10月12日 |
| ○    | ラムソンクラーム・スワンアハーンジャーヴィー | 1R 1:05 KO（右肘打ち）                           | 新日本キックボクシング協会「MAGNUM 2」                                                  | 2003年7月26日  |
| ○    | スーパーチャージ・ヴィーモア                 | 3R終了 判定3-0                                   | 一撃 2.22 ICHIGEKI                                                                      | 2003年2月22日  |
| ○    | 頼信                                         | 5R終了 判定3-0                                   | 新日本キックボクシング協会「DOWN BY LOW」 【日本ミドル級タイトルマッチ】                | 2003年1月26日  |
| －   | ガオグライ・ゲーンノラシン                   | 無効試合                                         | 新日本キックボクシング協会「ROAD TO MUAY-THAI 2002」                                    | 2002年10月20日 |
| △    | スーパーチャージ・ヴィーモア                 | 2R途中 判定1-1                                   | 一撃 8.10 ICHIGEKI                                                                      | 2002年8月10日  |
| ○    | ラムソンクラーム・スワンアハーンジャヴィー   | 1R 1:09 KO（肘打ち）                             | 新日本キックボクシング協会「BREAK A WAY ! 〜開拓〜」                                    | 2002年7月27日  |
| ○    | ギャリー・オニール                           | 1R 2:19 TKO（3ノックダウン：跳び膝蹴り）         | 一撃 1.11 ICHIGEKI                                                                      | 2002年1月11日  |
| ○    | コンファーク・ルークメロン                   | 2R KO                                            | 新日本キックボクシング協会「FIGHT TO MUAYTHAI 2001」 （ラジャダムナン・スタジアム）     | 2001年10月28日 |
| ○    | メッケンナー・ソーキングスター               | 2R 2:12 KO                                       | 新日本キックボクシング協会「ROAD TO MUAY THAI 2001」                                    | 2001年10月28日 |
| ○    | （韓国選手）                                 | 1R KO                                            | 韓国・釜山                                                                              | 2001年7月24日  |
| ○    | 本多孝一                                     | 2R KO                                            | 新日本キックボクシング協会「Golden Breeze」 【日本ミドル級王座決定戦】                  | 2001年5月6日   |
| ○    | オリバー・オーセン                           | 4R KO                                            | オーストラリア                                                                          | 2000年8月30日  |
| ○    | 本多孝一                                     | 2R 1:28 KO（ローキック）                         | 新日本キックボクシング協会「SATELITE」                                                  | 2000年4月9日   |
| ○    | モハメッド・アンバリン                       | 3R終了 判定3-0                                   | 新日本キックボクシング協会「KICK-GENERATION」                                           | 1999年12月5日  |
| ○    | 赤堀哲也                                     | 1R 0:28 KO                                       | 新日本キックボクシング協会「覇王傳」                                                    | 1999年7月24日  |
| ○    | モハメッド・アンバリン                       | 3R終了 判定3-0                                   | 新日本キックボクシング協会                                                              | 1999年4月18日  |

### アマチュアムエタイ
| 勝敗 | 対戦相手                 | 試合結果          | 大会名                                                          | 開催年月日     |
| ○    | 李寶明（リー・バオミン） | 2分4R終了 判定5-0 | 第2回アジアインドアゲームズ ムエタイ競技【ライトヘビー級 決勝】 | 2007年11月3日  |
| ○    | アリ・アリ               | 2分4R終了 判定5-0 | 第2回アジアインドアゲームズ ムエタイ競技【ライトヘビー級 決勝】 | 2007年10月31日 |
| ○    | ソルタニ・ヨーセフ       | 2分4R終了 判定5-0 | 第2回アジアインドアゲームズ ムエタイ競技【ライトヘビー級 決勝】 | 2007年10月29日 |

## 獲得タイトル
- アマチュア
  - 第2回アジアインドアゲームズ ムエタイ競技 ライトヘビー級（75kg - 81kg）優勝（2007年11月3日）
- プロ
  - 新日本キックボクシング協会ミドル級王座（6度防衛）
  - 新日本キックボクシング協会ヘビー級王座
  - 初代STJ95kg級王座